# Лаура Варгас-Кох
Лаура Варгас-Кох (нім. Laura Vargas-Koch; нар. 29 червня 1990, Берлін, Німеччина) — німецька дзюдоїстка, бронзова призерка Олімпійських ігор 2016 року, призерка чемпіонатів світу та Європи.

## Виступи на Олімпіадах
| Олімпіада | Дисципліна | Місце |
| --------- | ---------- | ----- |
| Ріо 2016  | До 70 кг   | 3     |